# Ортоплюмбат кальция
Ортоплюмбат кальция — неорганическое соединение,
соль кальция и ортосвинцовой кислоты 
с формулой Ca2PbO4,
бледно-оранжевые кристаллы,
не растворяется в воде,
образует кристаллогидраты.

## Получение
- Спекание карбоната кальция и оксида свинца в токе воздуха:

{\displaystyle {\mathsf {4CaCO_{3}+2PbO+O_{2}\ {\xrightarrow {800^{o}C}}\ 2Ca_{2}PbO_{4}+4CO_{2}}}}
- Спекание оксида кальция с диоксидом свинца.

{\displaystyle {\mathsf {2CaO+PbO_{2}\ \xrightarrow {\ } Ca_{2}PbO_{4}}}}

## Физические свойства
Ортоплюмбат кальция образует бледно-оранжевые кристаллы
ромбической сингонии, пространственная группа P bam, параметры ячейки a = 0,5832 нм, b = 0,9766 нм, c = 0,3375 нм, β = 0,3375°, Z = 2,
структура типа плюмбата стронция Sr2PbO4
.
Не растворяется в воде.
Образует кристаллогидраты состава Ca2PbO4•n H2O, где n = 1 и 4.

## Химические свойства
- При хранении на воздухе поглощает углекислоту и выделяет диоксид свинца:

{\displaystyle {\mathsf {Ca_{2}PbO_{4}+2CO_{2}\ {\xrightarrow {}}\ 2CaCO_{3}+PbO_{2}}}}
- При сильном нагревании выделяет кислород:

{\displaystyle {\mathsf {2Ca_{2}PbO_{4}\ {\xrightarrow {850^{o}C}}\ 4CaO+2PbO+O_{2}\uparrow }}}

## Применение, опасность применения
- Раньше использовался для получения кислорода, так как плюмбат легко регенерировать.
- Токсичен, как и все соединения свинца.